# 维莱尔邦
维莱尔邦（法語：Villerbon，法語發音：[vilɛʁbɔ̃]）是法国卢瓦-谢尔省的一个市镇，位于该省中部，属于布卢瓦区。

## 地理
维莱尔邦（47°39'44"N, 1°22'18"E）面积17.28 平方千米，位于法国中央-卢瓦尔河谷大区卢瓦-谢尔省，该省份为法国中北部省份，北起厄尔-卢瓦省，东北接卢瓦雷省，东南接谢尔省，南至安德尔省，西南接安德尔-卢瓦尔省，西北接萨尔特省。
与维莱尔邦接壤的市镇（或旧市镇、城区）包括：阿韦尔东、卢瓦尔河畔库尔、马罗勒、梅纳尔、米尔桑、卢瓦尔河畔圣但尼、维勒巴鲁。

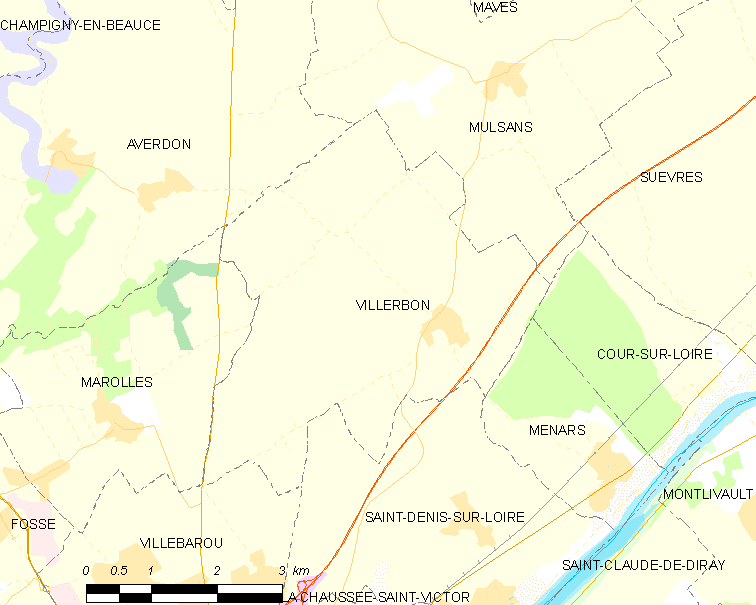
维莱尔邦的OSM定位图

维莱尔邦的时区为UTC+01:00、UTC+02:00（夏令时）。

## 行政
维莱尔邦的邮政编码为41000，INSEE市镇编码为41288。

## 政治
维莱尔邦所属的省级选区为布卢瓦第二县。

## 人口

1962-2008年间维莱尔邦人口变化图示

维莱尔邦于2022年1月1日时的人口数量为832人。